# بوسبي
مايكل جيمس ريان بوسبي (بالإنجليزية: Michael James Ryan Busbee)‏ المعروف باسم بوسبي، هو كاتب أغاني أمريكي ومنتج تسجيلات وناشر ومدير تسجيل وموسيقي من منطقة خليج سان فرانسيسكو.

## روابط خارجية
- بوسبي على موقع ميوزك برينز (الإنجليزية)
- بوسبي على موقع أول ميوزيك (الإنجليزية)
- بوسبي على موقع ديسكوغز (الإنجليزية)